# Ash Nair
Ash Nair, född 26 juni 1980 i Ipoh, är en malaysisk sångare.

## Karriär
Den 3 september 2005 slogs Ash Nair ut ur den andra säsongen av Malaysian Idol och kom därmed på femte plats. Hans första singel "A Day Before Tomorrow" kom år 2006. I augusti 2007 kom nästa singel "Crazy". I början av januari 2008 släppte han sitt debutalbum Chameleon som innehåller tio låtar. Albumet producerades av Greg Henderson och tog fyra år att slutföras. Nair skrev alla låtar på albumet själv. I april 2008 kom singeln "Splinters".

## Diskografi

### Album
- 2008 - Chameleon